# 载濂
载濂（1854年10月8日—1917年11月13日），道光帝的第一個孫子，惇亲王奕誴长子，已革郡王衔多罗贝勒。

## 生平
生于咸丰四年（1854年）八月十七日。咸丰七年，赏头品顶戴、双眼花翎；同治元年（1862年），封镇国将军；同治三年，晋不入八分镇国公；同治十一年，晋奉恩辅国公。光绪六年（1880年），充正蓝旗总族长，十五年正月承袭贝勒加郡王衔，继承惇亲王清华园。十六年授内大臣，十七年授镶红旗汉军都统，二十年，授领侍卫内大臣。
光绪二十五年，随着己亥建储，其弟端郡王载漪和侄子溥儁成为当时最为重要的政治人物。光绪二十六年发生庚子事变。其弟载漪纵容义和团在清华园内设坛。同年闰八月初二（1900年9月25日），西逃途中的慈禧太后以光绪帝名义下发谕旨，对庚子事变相关的宗室王公、官员进行惩处。“庄亲王载勋、怡亲王溥静、贝勒载濂、载滢均著革去爵职。端郡王载漪著从宽撤去一切差使。交宗人府严加议处。并著停俸”。卒于民国六年（1917年）九月二十九日。

## 家室
- 嫡妻，阿鲁特氏，为员外郎崇纲之女；
- 继妻，费莫氏，为驻藏大臣文碩之女；
- 妾，王氏，王大之女。
  - 第一子溥偁（1893～1931），光緒十九年三月初三日生，母嫡妻阿鲁特氏，头品顶戴、任乾清门行走。1931年卒。
    - 孙女毓菊英。
    - 长孙毓岱（1913～1946），民國二年十二月初七日生，母嫡妻富察氏。
    - 次孙毓嵒（1918～1999），民國七年四月初八日生，母嫡妻富察氏。

  - 第二子溥修（1896～1956），光绪二十二年十月二十三日生，母继夫人费莫氏。后过继给不入八分辅国公衔镇国将军载津为嗣，封二等镇国将军，1915年归宗。